# QSAR
QSAR je kratica za kvantitativno razmerje med strukturo in delovanjem (angleško Quantitative Structure-Activity Relationship). Gre za iskanje povezav med strukturo kemijske substance in njenim delovanjem v organizmu ter kvantifikacijo teh povezav, kar v farmakologiji in sorodnih področjih omogoča napovedovanje učinkov neke spojine na osnovi njene kemijske zgradbe. Poznavanje teh povezav je zlasti pomembno pri načrtovanju novih zdravilnih učinkovin.
V primeru, da gre zgolj za iskanje korelacij in ne tudi za njihovo kolikostno opredelitev, govorimo o SAR študijah (angleško Structure-Activity Relationship = razmerje med strukturo in delovanjem). 

## Začetki
Začetki ugotavljanja korelacij med strukturo spojine in njenimi lastnostmi segajo v leto 1842, ko je Kopp ugotovil linearno povezavo med dolžino verige alkana in njegovim tališčem.

## Osnove
Bistvo QSAR študij je ugotavljanje zdravilnih učinkov in morebitne toksičnosti spojine zgolj na osnovi kemijske strukture. QSAR študije temeljijo na teoretičnih predpostavkah in ne zajemajo izvajanja poskusov. Pri načrtovanju novih zdravil je bistveno, da nova spojina specifično deluje na biološko tarčo ter izzove želen učinek, pri tem pa izkazuje čim manj toksičnih učinkov. Zelo pomembno je napovedovanje porazdelitvenega koeficienta, ki pomembno vpliva na biološko uporabnost dotične učinkovine. Porazdeljevanje med vodno in oljno fazo je namreč ena od bistvenih dejavnikov, ki vpliva na absorpcijo učinkovine (glej LADME). 
Temelj QSAR modelov so interakcije med spojino, ki je potencialna učinkovina, in biološko molekulo, ki predstavlja tarčo (na primer encim ali receptor). Spojina mora v svoji strukturi vsebovati na ustreznih mestih takšne funkcionalne skupine, da se prilega vezavnim mastom na tarčni molekuli. Pri vzpostavitvi interakcij ni pomembna le narava funcionalnih skupin (npr. lipofilnost, naboj, ...), marveč tudi ustrezna razdalja med njimi in ustrezna prostorska razporeditev. Bolje se molekula učinkovine prilega vezavnim mestom na tarčni molekuli, bolj močne so interakcije med obema in večja je afiniteta učinkovine do tarčne molekule.

## Metode za napovedovanje
Glavna predpostavka, ki omogoča napovedovanje odnosa med strukturo in učinkovanjem spojine, je dejstvo, da imajo strukturno podobne molekule podobne lastnosti. Dandanes se QSAR študije izvajajo predvsem z računalniško podporo. Ena od glavnih metod za ugotavljanje bistvenih lastnosti, ki jih molekula mora imeti, da bo ustrezno učinkovala, je podatkovno rudarjenje. Pri tem dobijo ustrezne rezultate s pomočjo velikega niza podatkov, ki jih računalniško obdelajo in izluščijo tiste fragmente spojine, ki so nosilci učinka.

## Kvantifikacija
Smoter QSAR študij je kolikostno ovrednotiti razmerja med strukturo in delovanjem molekule. Torej, ko raziskovalci ugotovijo s pomočjo ustreznih metod statistično značilno povezavo med strukturo spojine in njenim učinkom, izpeljejo s pomočjo podatkov ustrezno matematično enačbo, ki omogoči izračun biološke dejavnosti spojine glede na parametre, ki nanjo vplivajo. V osnovi ima enačba naslednjo obliko:
Biološka aktivnost = f (x); x = strukturni parametri
Takšna enačba predstavlja model za napovedovanje aktivnosti drugih sorodnih spojin in posledično optimizacijo zdravilnih učinkovin s spremembami v strukturi molekule.